# Grand Prix automobile de Monaco 1982
Résultats du Grand Prix de Monaco 1982, couru sur le circuit de Monaco le 23 mai 1982.

## Classement
| Pos. | No | Pilote             | Écurie          | Tours | Temps/Abandon                      | Grille | Points |
| ---- | -- | ------------------ | --------------- | ----- | ---------------------------------- | ------ | ------ |
| 1    | 2  | Riccardo Patrese   | Brabham-Ford    | 76    | 1 h 54 min 11 s 259 (132,262 km/h) | 2      | 9      |
| 2    | 28 | Didier Pironi      | Ferrari         | 75    | Allumage                           | 5      | 6      |
| 3    | 22 | Andrea De Cesaris  | Alfa Romeo      | 75    | Panne d'essence                    | 7      | 4      |
| 4    | 12 | Nigel Mansell      | Lotus-Ford      | 75    | + 1 tour                           | 11     | 3      |
| 5    | 11 | Elio De Angelis    | Lotus-Ford      | 75    | + 1 tour                           | 15     | 2      |
| 6    | 5  | Derek Daly         | Williams-Ford   | 74    | Boîte de vitesses                  | 8      | 1      |
| 7    | 15 | Alain Prost        | Renault         | 73    | Accident                           | 4      |        |
| 8    | 4  | Brian Henton       | Tyrrell-Ford    | 72    | + 4 tours                          | 17     |        |
| 9    | 29 | Marc Surer         | Arrows-Ford     | 70    | + 6 tours                          | 19     |        |
| 10   | 3  | Michele Alboreto   | Tyrrell-Ford    | 69    | Suspension                         | 9      |        |
| Abd. | 6  | Keke Rosberg       | Williams-Ford   | 64    | Suspension                         | 6      |        |
| Abd. | 8  | Niki Lauda         | McLaren-Ford    | 56    | Pression d'huile                   | 12     |        |
| Abd. | 1  | Nelson Piquet      | Brabham-BMW     | 49    | Boîte de vitesses                  | 13     |        |
| Abd. | 7  | John Watson        | McLaren-Ford    | 35    | Fuite d'huile                      | 10     |        |
| Abd. | 9  | Manfred Winkelhock | ATS-Ford        | 31    | Différentiel                       | 14     |        |
| Abd. | 26 | Jacques Laffite    | Ligier-Matra    | 29    | Tenue de route                     | 18     |        |
| Abd. | 25 | Eddie Cheever      | Ligier-Matra    | 27    | Fuite d'huile                      | 16     |        |
| Abd. | 10 | Eliseo Salazar     | ATS-Ford        | 22    | Extincteur                         | 20     |        |
| Abd. | 16 | René Arnoux        | Renault         | 14    | Tête à queue                       | 1      |        |
| Abd. | 23 | Bruno Giacomelli   | Alfa Romeo      | 4     | Transmission                       | 3      |        |
| Nq.  | 30 | Mauro Baldi        | Arrows-Ford     |       | Non qualifié                       |        |        |
| Nq.  | 33 | Jan Lammers        | Theodore-Ford   |       | Non qualifié                       |        |        |
| Nq.  | 17 | Jochen Mass        | March-Ford      |       | Non qualifié                       |        |        |
| Nq.  | 35 | Derek Warwick      | Toleman-Hart    |       | Non qualifié                       |        |        |
| Nq.  | 31 | Jean-Pierre Jarier | Osella-Ford     |       | Non qualifié                       |        |        |
| Nq.  | 14 | Roberto Guerrero   | Ensign-Ford     |       | Non qualifié                       |        |        |
| Npq. | 36 | Teo Fabi           | Toleman-Hart    |       | Non préqualifié                    |        |        |
| Npq. | 32 | Riccardo Paletti   | Osella-Ford     |       | Non préqualifié                    |        |        |
| Npq. | 18 | Raul Boesel        | March-Ford      |       | Non préqualifié                    |        |        |
| Npq. | 20 | Chico Serra        | Fittipaldi-Ford |       | Non préqualifié                    |        |        |
| Npq. | 19 | Emilio de Villota  | March-Ford      |       | Non préqualifié                    |        |        |

## Pole position et record du tour
- Pole position : René Arnoux en 1 min 23 s 281 (vitesse moyenne : 143,168 km/h).
- Meilleur tour en course : Riccardo Patrese en 1 min 26 s 354 au 69e tour (vitesse moyenne : 138,074 km/h).

## Tours en tête
- René Arnoux : 14 (1-14)
- Alain Prost : 59 (15-73)
- Riccardo Patrese : 2 (74 / 76)
- Didier Pironi : 1 (75)

## À noter
- 1re victoire de sa carrière pour Riccardo Patrese.
- 27e victoire pour Brabham en tant que constructeur.
- 147e victoire pour Ford-Cosworth en tant que motoriste.
- La fin de la course est riche en rebondissements : en tête depuis 59 tours, Alain Prost abandonne sur sortie de piste au 74e tour et Riccardo Patrese prend le commandement ; il fait un tête-à-queue au tour suivant et laisse la tête de l'épreuve à Didier Pironi qui tombe en panne. Andrea De Cesaris qui récupère la première place doit la laisser à Derek Daly qui abandonne aussi. Reparti grâce à l'aide des commissaires, Riccardo Patrese remporte la course.
- Une seule Ferrari est engagée à la suite de la mort du Canadien Gilles Villeneuve décédé aux essais qualificatifs du Grand prix précèdent à Zolder en Belgique.